# Çubuk Spor Kulübü
Il Çubuk Spor Kulübü, già denominato Kızılcahamam Spor Kulübü, è una società calcistica con sede ad Ankara, capitale della Turchia.
Fondato nel 1950, il club gioca le partite in casa allo stadio Çubuk İlçe. I colori sociali sono il giallo e il blu.

## Palmarès

### Competizioni nazionali
- TFF 3. Lig: 1

2008-2009

## Rosa
| N. |                    | Ruolo | Calciatore          |
| -- | ------------------ | ----- | ------------------- |
| 88 | Turchia (bandiera) | P     | Ergin Altay         |
| 77 | Turchia (bandiera) | P     | Murat Günay         |
|    | Turchia (bandiera) | P     | Volkan Tercan       |
|    | Turchia (bandiera) | P     | Sedat Türkmen       |
|    | Turchia (bandiera) | P     | Yusuf Yardımcı      |
| 2  | Turchia (bandiera) | D     | Mehmet Çetinkaya    |
| 3  | Turchia (bandiera) | D     | Volkan Nadir Yılmaz |
| 34 | Turchia (bandiera) | D     | Hasan Güleryüz      |
| 53 | Turchia (bandiera) | D     | Mertgül Çapoğlu     |
|    | Turchia (bandiera) | D     | Serkan Sevinç       |
| 5  | Turchia (bandiera) | D     | Ömer Topraktepe     |
| 60 | Turchia (bandiera) | D     | Selçuk Bice         |
| 1  | Turchia (bandiera) | C     | Gökhan Çırak        |
| 10 | Turchia (bandiera) | C     | Sebahattin Usta     |
|    | Turchia (bandiera) | C     | Erdi Zengin         |
| 7  | Turchia (bandiera) | C     | Cem Atan            |

| N. |                    | Ruolo | Calciatore       |
| -- | ------------------ | ----- | ---------------- |
| 35 | Turchia (bandiera) | C     | Hüseyin Bak      |
| 44 | Turchia (bandiera) | C     | Hüseyin Korkmaz  |
| 26 | Turchia (bandiera) | C     | Mülayim Erdem    |
| 8  | Turchia (bandiera) | C     | Şevki Koç        |
|    | Turchia (bandiera) | C     | Samet Katanalp   |
| 25 | Turchia (bandiera) | C     | Yücel Ömür Ejder |
| 99 | Turchia (bandiera) | A     | Ömer Yavuz       |
|    | Turchia (bandiera) | C     | Bilal Şeflek     |
|    | Turchia (bandiera) | C     | Erhan Yıldırım   |
|    | Turchia (bandiera) | A     | Ali Öztürk       |
|    | Turchia (bandiera) | A     | Emrah Bedir      |
|    | Turchia (bandiera) | A     | Burak Seres      |